# ジョルジオ・ヴィネラ
ジョルジオ・ビネッラ（Giorgio Vinella 1973年8月22日-）は、イタリアのレーシングドライバー。

## 経歴
ヴィネラは1994年にイギリス・フォーミュラ・フォードでカーレースのキャリアをスタートさせた。 後年、彼はフランス・ヨーロッパのフォーミュラ・フォード、イギリス・フランスのフォーミュラ・ルノー、国際F3000選手権 、イタリアF3000 、グランドアメリカン・ロレックスシリーズなどで活躍した。ユーロ3000選手権の前身シリーズである、イタリアF3000では、1999年度シリーズチャンピオンに輝いている。